# 農林水産関連の業界団体の一覧
日本の農林水産関連の業界団体の一覧（のうりんすいさんかんれんのぎょうかいだんたいのいちらん）を示す。
農家や漁労者の親睦などを目的とする団体、技術向上などを行う団体など、多岐にわたる。

## 業界団体一覧

### 農林業
- 全国土地改良事業団体連合会
- 農林水産技術情報協会
- 日本草地畜産種子協会
- 日本農林規格協会
- 日本施設園芸協会
- 日本ジュエリーフラワー協会
- 全国農業共済協会
- 全国農業協同組合連合会
- 全国農業協同組合中央会
  - 全日農政治連盟
- 全日本農民組合連合会
- 農民運動全国連合会
- 全国農業会議所
- 全国開拓農業協同組合連合会
- 全国区新聞情報農業協同組合連合会
- 日本肥糧検定協会
- 日本肥料アンモニア協会
- 日本林業協会
- 日本植木協会
- 全国い生産団体連合会
- 全国たばこ耕作者政治連盟
- 日本集成材工業協同組合
- 全国森林組合連合会
- 全国木材組合連合会
- 全国木材協同組合連合会
- 全国木材産業政治連盟
- 日本林業経営者協会
- 日本林業同友会
- 日本綿花協会
- 日本落綿協会
- 全国無洗米協会
- 日本穀物検定協会
- 米穀安定供給確保支援機構
- 日本農業法人協会
- 青果物健康推進委員会
- 全国野菜需給調整機構
- 中央果実協会
- 日本花の会
- 日本ばら会
- 日本さくらの会
- ふしぎな花倶楽部
- 日本花いっぱい協会
- 日本フラワーデザイナー協会
- 日本プリザーブドフラワー協会
- 園芸文化協会
- 日本クリスマスローズ協会
- 日本おもと協会
  - 日本おもと業者組合
- 樹木・環境ネットワーク協会
- 日本切花装飾普及協会
- 日本ログハウス協会
- 農林統計協会
- 日本農村情報システム協会
- 農林水産航空協会

### 乳業・畜産業
- 農畜産業振興機構
- 中央畜産会
- 中央酪農会議
- 畜産技術協会
- 日本養豚協会
- 日本軽種馬登録協会
- 日本酪農乳業協会
- 全国農協乳業協会
- 日本畜産副産物協会
- 日本種鶏孵卵協会
- 日本チャンキー協会
- 日本養鶏協会
- 日本養鶏農業協同組合連合会
- 全国肉用牛協会
- 全国肉牛事業協同組合
- 全国畜産農業協同組合連合会
- 日本養豚事業協同組合
- 日本食肉格付協会
- 畜産情報ネットワーク推進協議会
- 日本養蜂はちみつ協会

### 水産業
- 全国漁業協同組合連合会
- 全国内水面漁業協同組合連合会
- 全国漁港漁場協会
- 全国遊漁船業協会
- 日本捕鯨協会
- 全国海水養魚協会
- 大日本水産会
- マリンフォーラム21
- 日本水産資源保護協会
- 責任あるまぐろ漁業推進機構
- 漁業情報サービスセンター
- 魚価安定基金
- 海外水産コンサルタンツ協会